# صالح زکریا
صالح زکریا (انگلیسی: Saleh Zakaria؛ زادهٔ ۱۹۴۳) بازیکن و مربی فوتبال اهل کویت بود.
وی همچنین در تیم ملی فوتبال کویت بازی کرده‌است.